# Долгая разлука (фильм, 1985)
«Долгая разлука» (там. பூவே பூச்சூடவா, Poove Poochoodavaa) — индийский художественный фильм 1985 года, переснятый на тамильском языке вариант фильма на малаялам предыдущего года. Автор сценария и режиссёр обоих фильмов  Фазиль.

## Сюжет
В провинциальном городе, в большом, но запущенном и неуютном доме живёт весьма почтенная пожилая женщина по имени Пунгаванатхама (Падмини). Она неприветлива и раздражительна и потому служит объектом для злых шуток окружающих. Например, когда Пунгаванатхама идёт она в храм, по дороге шутник непременно выбегает и чихает на неё. Соседские мальчишки из озорства звонят в дверь, а молодой мужчина по имени Дэвид (Секхар), живущий в соседнем доме, включает музыку на полную громкость, чтобы досадить старухе. Когда друг Дэвида упрекает его в жесткости по отношению к старой женщине, тот отвечает: «Знаешь, здесь такая скука! …Я мечтаю под музыку — вдруг вместо старой карги появится юная красотка…»
Неожиданно к старухе приезжает её внучка, красивая, остроумная, современная девушка по имени Сундари (Надия Мойду). Однако, бабушка сперва долго не хотела её впускать в свой дом, а затем всячески старалась внучку выпроводить. Такое поведение старой женщины было обусловлено событиями произошедшими много лет тому назад. Обожая свою дочь, Пунгаванатхама согласилась выдать её замуж при одном условии: молодожёны должны были жить вместе с нею. Однако молодые супруги всё-таки уезжаю, и через некоторое время дочь Пунгаванатхамы умирает. Пунгаванатхама умоляла зятя отдать ей на воспитание внучку, даже пыталась добиться этого через суд, но девочка осталась с отцом. И вот теперь она не хочет принимать внучку — она боится привязать к девушке, потому что, если та потом опять вернётся к отцу, бабушке вновь испытает эмоциональное потрясение, как много лет назад, когда от неё уехала дочь.
Внучка поклялась, что не покинет бабушку до самой смерти, и они начали новую жизнь, постепенно сближаясь. Появление Сундари преобразило жизнь Пунгаванатхамы: молодая весёлая девушка очаровала всех соседей и в доме у ранее угрюмой и неприветливой старухи поселилась атмосфера праздника, к ним зачастили гости. Только с молодым соседом Дэвидом у Сундари отношения не сложились. Остроумная и находчивая девушка подшутила над провинциальным увальнем, а тот воспринял шутку как оскорбление и после жестоко за неё отомстил, в результате чего у Сундари оказалась травмирована рука. Однако, затем Дэвид влюбляется в Сундари.
Неожиданно приезжает отец девушки по имени Сундарам (Джайшанкар). Пунгаванатхама с проклятиями прогоняет его. Сундари говорит бабушке, что она несправедлива к зятю, что её любовь к дочери была эгоистичной, что желая оставить дочь возле себя, она возненавидела зятя. Что Сундарам очень любил свою жену и после её смерти так и не женился вновь. И не мог отдать свою дочь тёще, потому что души в Сундари не чаял. Пунгаванатхама, устыженная словами внучки, впускает зятя в дом. Выясняется, что Сундари смертельно больна и спасти её может только операция, от которой девушка отказывается. Именно поэтому Сундари и приехала жить к Пунгаванатхаме — она хотела перед смертью познакомиться со своей бабушкой. Пунгаванатхама, узнав, что вскоре может потерять и внучку, подмешивает той снотворное и Сундари в бессознательном состоянии увозят в больницу на операцию.

## В ролях
| Актёр          | Роль                   |
| -------------- | ---------------------- |
| Падмини        | бабушка Пунгаванатхама |
| Надия Моиду    | внучка Сундари         |
| С.В. Секхар    | сосед Дэвид            |
| Джайсанкар     | отец Сундари Сундарам  |
| В.К. Рамасвами | Висванатхан            |
| Ананд          | друг Дэвида Рахим      |
| Гирдар         | священник              |

## Саундтрек
Все тексты написаны Вайрамуту.
| №  | Название                     | Исполнители    | Длительность |
| -- | ---------------------------- | -------------- | ------------ |
| 1. | «Chinna Kuyil Paadum Pattu»  | К. С. Читра    | 4:20         |
| 2. | «Pattasu Chuttu»             | К. С. Читра    | 4:51         |
| 3. | «Poovae Poochudava (Female)» | К. С. Читра    | 4:31         |
| 4. | «Poovae Poochudava (Male)»   | К. Дж. Йесудас | 4:32         |

## Награды
- 1985 — Filmfare Awards South — Лучший режиссёр фильма на тамили — Фазиль[1]

## Прокат в СССР
Демонстрировался в кинотеатрах СССР с апреля 1989 года. В двух сериях, без права показа по телевидению. Дублирован на Киностудии имени Александра Довженко в 1988 году.
Роли дублируют:
- Ирина Акулова — Сундари
- Лидия Чащина — Пунгаванатхама
- Виталий Дорошенко — Дэвид
- Ирина Кихтёва
- Валерий Панарин
- Георгий Дворников
- Александр Пархоменко

Режиссёр дубляжа: Владимир Луговский 

Звукооператор: Леонид Вачи 

Автор литературного перевода: Валентина Рыдванова 

Редактор: Тамара Иваненко